# Piptochaetium brevicalyx
Piptochaetium brevicalyx là một loài thực vật có hoa trong họ Hòa thảo. Loài này được (E.Fourn.) Ricker ex Hitchc. miêu tả khoa học đầu tiên năm 1913.